# Juana Jugan
Santa María de la Cruz Jugan, cuyo nombre original era Juana Jugan (Cancale, 25 de octubre de 1792 – Saint-Pern, 28 de agosto de 1879), fue una religiosa francesa, fundadora de la congregación de las Hermanitas de los Pobres. Fue beatificada el 3 de octubre de 1982 por Juan Pablo II y canonizada el 11 de octubre de 2009 por Benedicto XVI.

## Biografía

### Primeros años
Juana Jugan nació en la aldea francesa de Petites-Croix, un pequeño puerto de pesca cerca de la localidad de Cancale, el 25 de octubre de 1792. Hija de Joseph Jugan, de oficio pescador, era la sexta de ocho hermanos, tres de los cuales murieron poco después de nacer. Tras la desaparición de su padre en un viaje a Terranova, cuando ella aún no había cumplido cuatro años, su madre, Marie Horel, desempeñó varios trabajos mientras esperaba el retorno de su marido. En un ambiente marcado por la Revolución, con la prohibición de celebrarse el culto, Juana comenzó a participar de la fe cristiana gracias a su madre y al resto de mujeres de su aldea, e hizo la primera comunión tras la firma del concordato de 1801.
A los 16 años fue contratada como ayudante de cocina en Saint-Coulomb, en una casa propiedad de la vizcondesa de Chouë, para quien trabajó varios años. Su tarea era acoger a los mendigos que acudían a la casa en busca de ayuda y visitar, con la vizcondesa o en su nombre, a aquellos ancianos y pobres que vivían solos. A los 24 años, un joven marinero de Cancale, que ya lo había intentado unos años antes, le pidió de nuevo matrimonio pero Juana le rechazó:

Dios me quiere para Él, me guarda para una obra que no es conocida, una obra que aún no está fundada.

En 1817 se fue de Cancale hacia Saint-Servan, villa unida a Saint-Malo desde 1867, donde comenzó a trabajar en el hospital de Rosais como ayudante de farmacia. Su labor no solo se centró en la atención a los hospitalizados sino que también empezó a recorrer los barrios pobres de la ciudad. Ese mismo año entró a formar parte de la Orden Tercera del Corazón de la Madre Admirable, fundada por Juan Eudes. En 1823, tras seis años de trabajo en el hospital, abandonó el puesto a causa del agotamiento y fue recibida en casa de Marie Lecoq, donde estuvo doce años dedicada a la oración y a la ayuda a los pobres. En esa época se afilió a la Tercera Orden de las Hijas del Sagrado Corazón.

### El origen de las Hermanitas

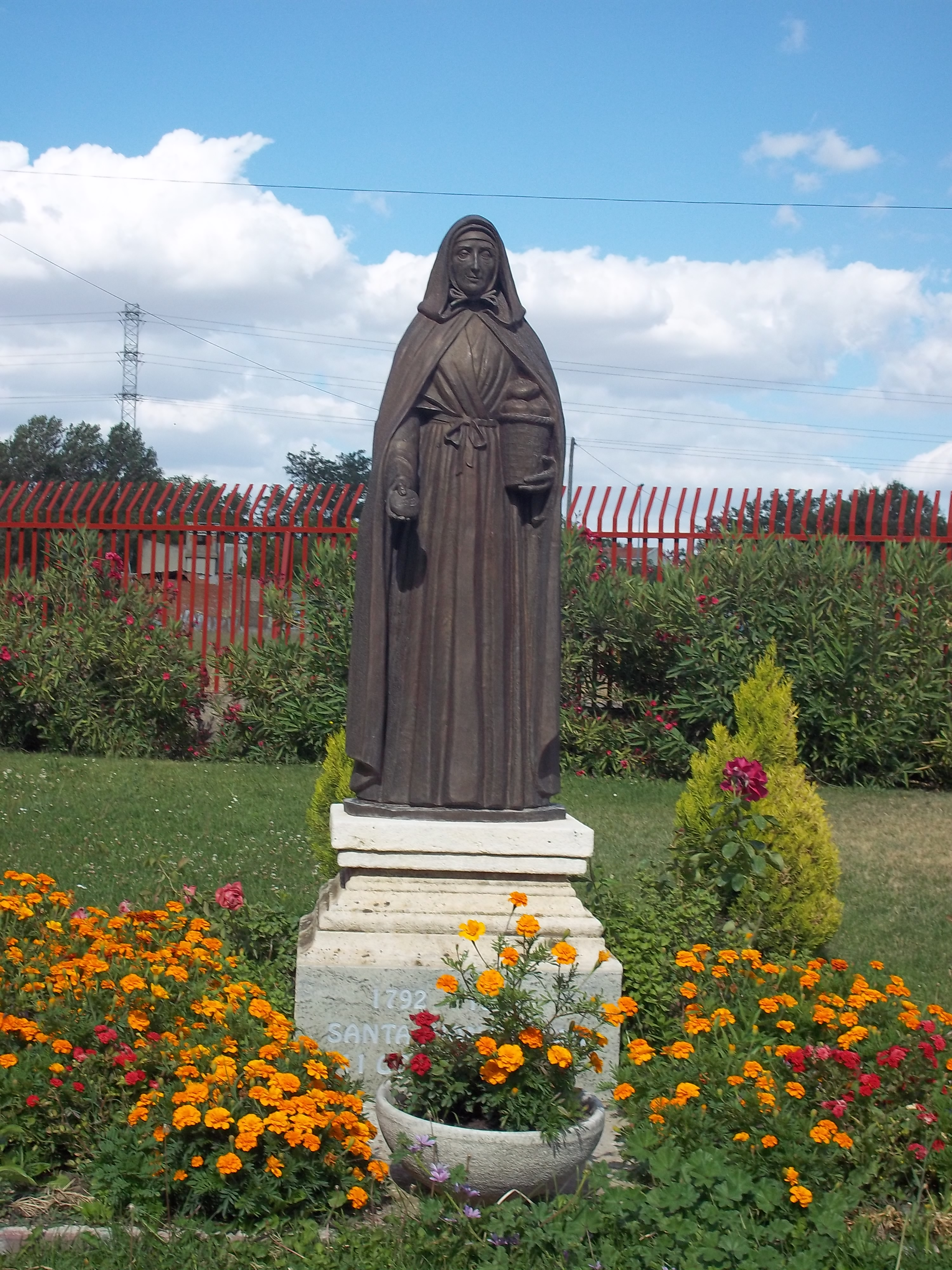
Estatua de Juana Jugan en Valladolid

En 1835 falleció Marie Lecoq y poco después Juana, junto a una amiga (Françoise Aubert), alquiló un apartamento en el número dos de la calle del Centro, en Saint-Servan, donde continuaron ayudando a los pobres. En invierno de 1839 Juana se encontró a una anciana ciega y enferma, Anne Chauvin, y la llevó a su casa donde la atendió y acostó en su propia cama. Poco a poco fueron llegando a su casa más mendigos y recibió las primeras ayudas para atenderlos; tres jóvenes se unieron a Juana en la tarea, formando el germen de la futura congregación.
En mayo de 1842, la pequeña asociación dictaminó sus reglas de vida y trabajo inspiradas en la regla de los Hermanos de San Juan de Dios y Juana Jugan fue elegida superiora en presencia del abad Auguste Le Pailleur, vicario de Saint-Servan, quien les ayudó a organizar la congregación. Asimismo, adoptaron el nombre de «Siervas de los Pobres». Ante la afluencia de personas, el apartamento se quedó pequeño trasladándose primero a una planta baja y más tarde a un convento abandonado, que se convirtió en casa para los pobres. A finales de 1843 Juana fue nuevamente elegida superiora pero poco después el padre Le Pailleur la destituyó, eligiendo en su lugar a la joven María. Juana se dedicó desde entonces a pedir limosna con la cual atender a los pobres.
En 1844 la congregación se renombró como «Hermanas de los Pobres» a la vez que se establecía como una institución religiosa: las hermanas hacían votos de obediencia, pobreza y castidad y llevaban un atuendo inspirado en la vestimenta de las mujeres bretonas. En 1845 la Academia Francesa concedió a Juana, por su labor, el premio Montyon, hecho que sirvió para dar a conocer su obra en las ciudades vecinas. En los años siguientes fundó nuevas casas en Rennes, Dinan, Tours o Angers y en 1849 adoptaron el nombre definitivo de «Hermanitas de los Pobres». Los Hermanos de San Juan de Dios, a través del padre Félix Massot, apoyaron su obra hospitalaria con el cuarto voto de hospitalidad y la elaboración de las distintas Constituciones que se llevaban a cabo.

### Últimos años
Con los años, el padre Le Pailleiur se atribuyó íntegramente los orígenes de la congregación e impuso su versión tanto dentro como fuera de la misma, incluyendo en las Constituciones la oficialidad de su cargo como superior. Asimismo, en 1852 descartó definitivamente a Juana de cualquier responsabilidad dentro de la institución, lo que significaba abandonar la colecta y el contacto con los benefactores. Fue relegada al noviciado de La Tour, en Saint-Pern, y allí pasó los últimos años de su vida ocupada en las tareas de la casa y acompañando a las novicias hasta que falleció el 28 de agosto de 1879.
Su tumba se encuentra en la cripta de la capilla de la Casa Madre en Saint Pern y es visitada por numerosos peregrinos junto a su casa natal en Cancale o la casa de Saint-Servan donde atendió por primera vez a una anciana.

## Beatificación y canonización

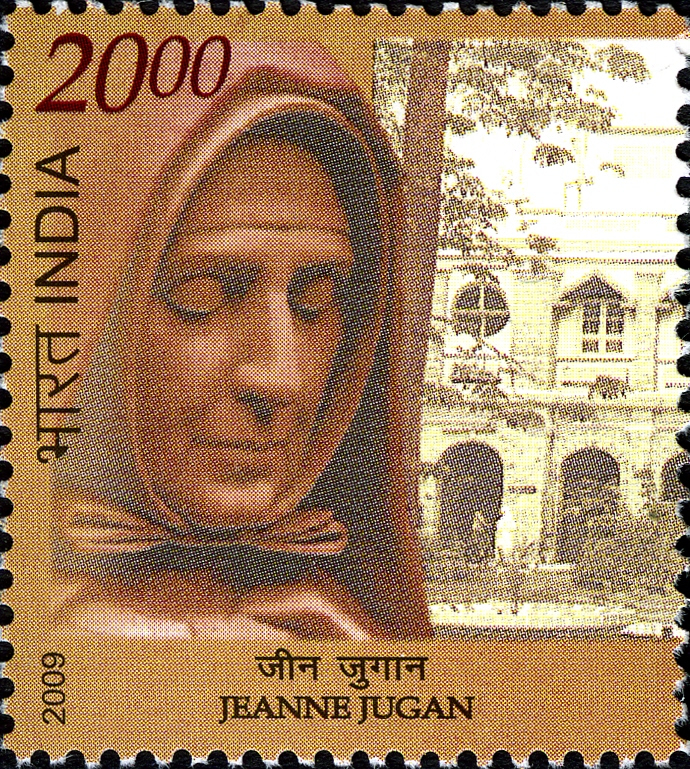
Estampilla conmemorativa del correo indio por la canonización de Juana Jugan.

Juana Jugan fue beatificada el 3 de octubre de 1982 por el papa Juan Pablo II tras lo cual se abrió el proceso de canonización. Tras una novena a la beata en 1985, Edward Erwin Gatz -médico estadounidense de Nebraska- superó un cáncer de esófago, motivo por el cual este hecho fue seleccionado para el dossier de canonización. Finalmente, el 6 de diciembre de 2008, el decreto de la Congregación para las Causas de los Santos reconoció el milagro por la intercesión de la beata y el 11 de octubre de 2009 cinco beatos, entre ellos Juana Jugan, fueron canonizados en una misa presidida por el papa Benedicto XVI en San Pedro del Vaticano.